# Sandra Samir
Sandra Samir (* 4. November 1997 in Gizeh) ist eine ägyptische Tennisspielerin.

## Karriere
Samir spielt überwiegend ITF-Turniere. Sie gewann bislang auf der ITF Women’s World Tennis Tour 16 Einzel- und 16 Doppeltitel.
Bei den Afrikaspielen 2015 gewann sie die Goldmedaille im Einzel und Doppel.
Im Jahr 2013 spielte Samir erstmals für die ägyptische Billie-Jean-King-Cup-Mannschaft; ihre Billie-Jean-King-Cup-Bilanz weist bislang 23 Siege bei 26 Niederlagen aus.

## Turniersiege

### Einzel
| Nr. | Datum              | Turnier             | Kategorie   | Belag     | Finalgegnerin          | Ergebnis         |
| --- | ------------------ | ------------------- | ----------- | --------- | ---------------------- | ---------------- |
| 1.  | 9. August 2015     | Scharm asch-Schaich | ITF $10.000 | Hartplatz | Victoria Muntean       | 6:1, 6:2         |
| 2.  | 22. Oktober 2017   | Scharm asch-Schaich | ITF $15.000 | Hartplatz | Anastassija Pribylowa  | 1:6, 6:1, 6:1    |
| 3.  | 29. Oktober 2017   | Scharm asch-Schaich | ITF $15.000 | Hartplatz | Emilie Francati        | 6:3, 6:3         |
| 4.  | 3. Dezember 2017   | Kairo               | ITF $15.000 | Sand      | Nastja Kolar           | 6:4, 6:1         |
| 5.  | 4. Februar 2018    | Hammamet            | ITF $15.000 | Sand      | Nefisa Berberović      | 6:3, 6:3         |
| 6.  | 13. Mai 2018       | Kairo               | ITF $15.000 | Sand      | Shelby Talcott         | 6:0, 6:3         |
| 7.  | 23. September 2018 | Kairo               | ITF $15.000 | Sand      | Anna Ureke             | 6:0, 2:1 Aufgabe |
| 8.  | 2. Dezember 2018   | Kairo               | ITF $15.000 | Sand      | Michele Alexandra Zmau | 6:2, 3:6, 6:3    |
| 9.  | 22. September 2019 | Kairo               | ITF W15     | Sand      | Nastja Kolar           | 6:3, 6:4         |
| 10. | 3. November 2019   | Scharm asch-Schaich | ITF W15     | Hartplatz | Joanna Zawadzka        | 6:2, 6:1         |
| 11. | 8. März 2020       | Kairo               | ITF W15     | Hartplatz | Zeel Desai             | 5:7, 7:67, 6:2   |
| 12. | 18. Oktober 2020   | Scharm asch-Schaich | ITF W15     | Hartplatz | Joanna Garland         | 6:4, 6:2         |
| 13. | 4. September 2022  | Kairo               | ITF W15     | Sand      | Anastasia Abbagnato    | 6:2, 6:0         |
| 14. | 24. September 2023 | Scharm asch-Schaich | ITF W15     | Hartplatz | Elena-Teodora Cadar    | 4:6, 6:4, 6:1    |
| 15. | 8. Oktober 2023    | Scharm asch-Schaich | ITF W15     | Hartplatz | Elena-Teodora Cadar    | 5:7, 6:3, 7:5    |
| 16. | 3. März 2024       | Scharm asch-Schaich | ITF W15     | Hartplatz | Laura Samson           | 6:0, 6:4         |

### Doppel
| Nr. | Datum              | Turnier             | Kategorie   | Belag     | Partnerin              | Finalgegnerinnen                                          | Ergebnis           |
| --- | ------------------ | ------------------- | ----------- | --------- | ---------------------- | --------------------------------------------------------- | ------------------ |
| 1.  | April 2015         | Kairo               | ITF $15.000 | Sand      | Barbara Haas           | Amandine Hesse Marine Partaud                             | 0:6, 6:4, [10:7]   |
| 2.  | 29. November 2015  | Kairo               | ITF $15.000 | Sand      | Naomi Totka            | Ola Abou Zekry Ana Bianca Mihăilă                         | 7:5, 6:79, [13:11] |
| 3.  | 3. September 2016  | Scharm asch-Schaich | ITF $10.000 | Hartplatz | Ana Bianca Mihăilă     | Sharrmadaa Baluu Dhruthi Tatachar Venugopal               | 6:4, 6:1           |
| 4.  | 25. Februar 2017   | Hammamet            | ITF $15.000 | Sand      | Hsu Cheih-yu           | Ida Jarlskot Julia Rosenqvist                             | 6:2, 7:5           |
| 5.  | 13. Juli 2018      | Turin               | ITF $25.000 | Sand      | Vivian Heisen          | Martina Caregaro Federica Di Sarra                        | 6:3, 6:2           |
| 6.  | 29. September 2018 | Kairo               | ITF $15.000 | Sand      | Michele Alexandra Zmau | Yasmin Ezzat Charlotte Roemer                             | 6:2, 6:1           |
| 7.  | 2. November 2019   | Scharm asch-Schaich | ITF W15     | Hartplatz | Federica Prati         | Warona Mdlulwa Catalina Pella                             | 6:2, 6:2           |
| 8.  | 7. März 2020       | Kairo               | ITF W15     | Hartplatz | Jacqueline Cabaj Awad  | Zeel Desai Stefania Rogozińska Dzik                       | 7:5, 6:2           |
| 9.  | 7. August 2021     | Kairo               | ITF W15     | Sand      | Schibek Qulambajewa    | María Paulina Pérez García Mell Elizabeth Reasco González | 7:5, 6:3           |
| 10. | 24. Dezember 2022  | Scharm asch-Schaich | Hartplatz   | ITF W15   | Anastasia Abbagnato    | Tilwith Di Girolami Stephanie Judith Visscher             | kampflos           |
| 11. | 4. März 2023       | Scharm asch-Schaich | Hartplatz   | ITF W15   | Polina Jazenko         | Back Da-yeon Jeong Bo-young                               | 6:4, 7:5           |
| 12. | 9. September 2023  | Monastir            | ITF W15     | Hartplatz | Katie Dyson            | Schanel Rüstemowa Aruschan Saghandyqowa                   | 6:2, 6:2           |
| 13. | 23. September 2023 | Scharm asch-Schaich | ITF W15     | Hartplatz | Elena-Teodora Cadar    | Ashmitha Easwaramurthi Anna Sedysheva                     | 6:2, 7:5           |
| 14. | 30. September 2023 | Scharm asch-Schaich | ITF W15     | Hartplatz | Elena-Teodora Cadar    | Zuzanna Bednarz Laura Cíleková                            | 6:1, 6:4           |
| 15. | 21. September 2024 | Scharm asch-Schaich | ITF W15     | Hartplatz | Jacqueline Cabaj Awad  | Salma Drugdová Briana Szabó                               | 6:4, 6:0           |
| 16. | 5. Oktober 2024    | Scharm asch-Schaich | ITF W15     | Hartplatz | Zuzanna Pawlikowska    | Darja Jegorowa Anastassija Gassanowa                      | 6:3, 6:4           |